# Heteronotus abcisus
Heteronotus abcisus är en insektsart som beskrevs av Walker. Heteronotus abcisus ingår i släktet Heteronotus och familjen hornstritar. Inga underarter finns listade i Catalogue of Life.